# Empis algecirasensis
Empis algecirasensis är en tvåvingeart som beskrevs av Gabriel Strobl 1909. Empis algecirasensis ingår i släktet Empis och familjen dansflugor.
Artens utbredningsområde är Spanien. Inga underarter finns listade i Catalogue of Life.